# Piyarat Lajungreed
Piyarat Lajungreed (thailändisch นรงฤทธิ์ บุญสุข, * 18. September 1991 in Nakhon Ratchasima), auch als Sun (thailändisch ซัน) bekannt, ist ein thailändischer Fußballspieler.

## Karriere
Piyarat Lajungreed unterschrieb seinen ersten Vertrag 2011 beim Zweitligisten Buriram FC. Ein Jahr später wechselte er zum Erstligisten Buriram United. 2013 unterschrieb er beim Ligakonkurrenten Pattaya United einen Einjahresvertrag. Mit dem Verein stieg er in die Zweite Liga ab. Nach 24 Spielen wechselte er 2014 nach Suphan Buri zu Suphanburi FC, einem Verein, der in der Ersten Liga spielte. 2015 wurde er nach Bangkok zu Bangkok United ausgeliehen. Der Erstligist Sukhothai FC verpflichtete ihn 2016. Hier steht er bis heute unter Vertrag. Am Saisonende 2020/21 musste er mit dem Verein aus Sukhothai den Weg in die Zweitklassigkeit antreten. Ein Jahr später wurde er mit Sukhothai Vizemeister und stieg direkt wieder in die erste Liga auf. Nach insgesamt 188 Ligaspielen wechselte er im Sommer 2024 zum Zweitligaaufsteiger Bangkok FC.

## Erfolge
Sukhothai FC
- Thailändischer Zweitligavizemeister: 2021/22  ▲